# Вантенак-ан-Минервуа
Вантена́к-ан-Минервуа́ (фр. Ventenac-en-Minervois) — коммуна во Франции, находится в регионе Лангедок — Руссильон. Департамент коммуны — Од. Входит в состав кантона Жинеста. Округ коммуны — Нарбонна.
Код INSEE коммуны — 11405.

## Население
Население коммуны на 2008 год составляло 512 человек.
| 1962 | 1968 | 1975 | 1982 | 1990 | 1999 | 2008 |
| ---- | ---- | ---- | ---- | ---- | ---- | ---- |
| 327  | 334  | 289  | 289  | 321  | 349  | 512  |

## Экономика
В 2007 году среди 292 человек в трудоспособном возрасте (15—64 лет) 193 были экономически активными, 99 — неактивными (показатель активности — 66,1 %, в 1999 году было 57,2 %). Из 193 активных работали 166 человек (95 мужчин и 71 женщина), безработных было 27 (10 мужчин и 17 женщин). Среди 99 неактивных 18 человек были учениками или студентами, 54 — пенсионерами, 27 были неактивными по другим причинам.

## Фотогалерея

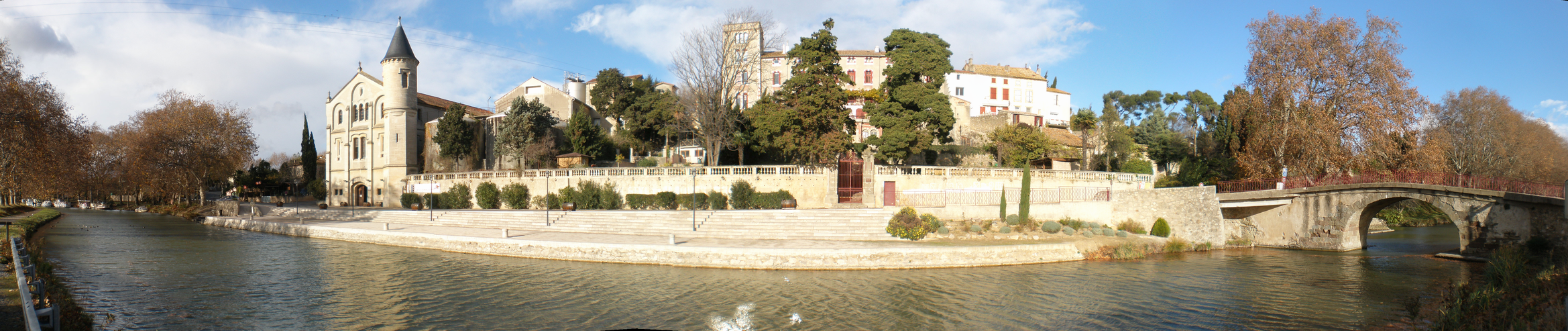
Вантенак-ан-Минервуа
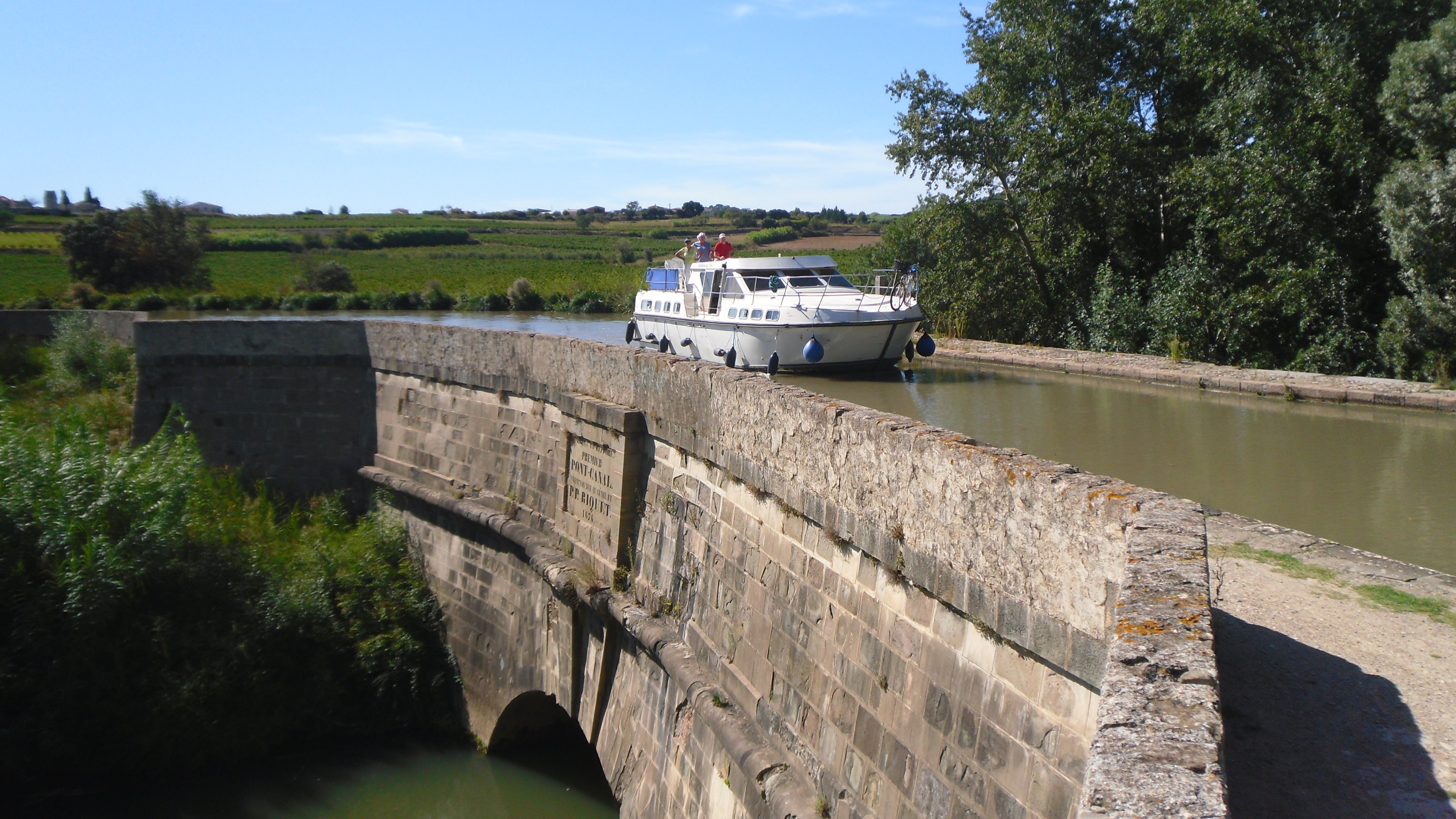
Акведук